# Peter Collinson (regista)
Peter Collinson (Cleethorpes, 1º aprile 1936 – Los Angeles, 16 dicembre 1980) è stato un regista e produttore televisivo britannico, principalmente conosciuto per aver diretto Un colpo all'italiana (1969).

## Filmografia

### Regista

#### Cinema
- Un attico sopra l'inferno (The Penthouse) (1967)
- Up the Junction (1968)
- Un lungo giorno per morire (The Long Day's Dying) (1968)
- Un colpo all'italiana (The Italian Job) (1969)
- Al soldo di tutte le bandiere (You Can't Win 'Em All) (1970)
- L'allucinante notte di una baby sitter (Fright) (1971)
- 4 farfalle per un assassino (Straight on Till Morning) (1972)
- Sole rosso sul Bosforo (Innocent Bystanders) (1972)
- Lo chiamavano Mezzogiorno (Un hombre llamado Noon) (1973)
- Le mele marce (Open Season) (1974)
- ...e poi, non ne rimase nessuno (And Then There Were None) (1974)
- Delitto in silenzio (The Spiral Staircase) (1975)
- La spia senza domani (The Sell Out) (1976)
- Uno sporco eroe (Target of an Assassin) (1977)
- L'assassino della domenica (Tomorrow Never Comes) (1978)
- Il bambino e il grande cacciatore (The Earthling) (1980)

#### Televisione
- Sergeant Cork – serie TV, un episodio (1964)
- The Sullavan Brothers – serie TV, un episodio (1964)
- The Plane Makers – serie TV, 2 episodi (1964)
- Front Page Story – serie TV, 2 episodi (1965)
- Love Story – serie TV, 3 episodi (1964-1965)
- Knock on Any Door – serie TV, un episodio (1965)
- The Power Game – serie TV, 2 episodi (1966)
- The Informer – serie TV, 3 episodi (1966)
- Blackmail – serie TV, 2 episodi (1965-1966)
- The House on Garibaldi Street – film TV (1979)

### Produttore
- The Informer – serie TV, 8 episodi (1966)
- Quattro farfalle per un assassino (Straight on Till Morning) (1972)

### Sceneggiatore
- Un attico sopra l'inferno (1967)

## Riconoscimenti
- Festival di San Sebastián
  - 1968 – Concha de Plata al miglior regista per Un lungo giorno per morire (The Long Day's Dying)